# Johan Gustaf Svensson i Betingetorp

För andra personer med samma namn, se Johan Svensson.  
Johan Gustaf Svensson (i riksdagen kallad Svensson i Betingetorp), född 6 november 1864 i Hemmesjö med Tegnaby församling, Kronobergs län, död 4 juni 1948 i Dädesjö, var en svensk hemmansägare och riksdagsman.
Svensson var ledamot av Sveriges riksdags andra kammare 1909-1911, invald i Uppvidinge härads valkrets. Han återkom till andra kammaren 1914 som högerman invald i Kronobergs läns östra valkrets och förblev riksdagsledamot fram till omkring 1932.